# Wybory parlamentarne w Islandii w 1987 roku
Wybory parlamentarne w Islandii odbyły się 25 kwietnia 1987. Po raz pierwszy wybierano parlament 63-osobowy (poprawka do konstytucji z 1984 r. podniosła liczbę posłów z 60 do 63).
Przed wyborami doszło do rozłamu w Partii Niepodległości. Albert Guðmundsson, były minister w rządzie Steingrímura Hermannssona zmuszony do rezygnacji wskutek skandalu podatkowego, założył własne ugrupowanie pod nazwą Partia Obywateli (Borgaraflokkurinn). Nowa partia wprowadziła do Alþingi siedmiu deputowanych, osłabiając Partię Niepodległości, która straciła pięć mandatów.
Wybory przyniosły wzrost poparcia dla lewicy. Dodatkowe miejsca w Alþingi zdobyła Partia Socjaldemokratyczna oraz Lista Kobiet. Nowe lewicowe ugrupowanie Stowarzyszenie na rzecz Równości i Sprawiedliwości Społecznej (Samtök um jafnrétti og félagshyggju) zdobyło jeden mandat.

## Wyniki wyborów
| Partia                                                                                              | Liczba głosów | %    | +/–%  | Liczba mandatów | +/– |
| --------------------------------------------------------------------------------------------------- | ------------- | ---- | ----- | --------------- | --- |
| Partia Niepodległości (Sjálfstæðisflokkurinn)                                                       | 41 490        | 27,2 | -11,5 | 18              | -5  |
| Partia Postępu (Framsóknarflokkurinn)                                                               | 28 902        | 18,9 | -0,1  | 13              | -1  |
| Partia Socjaldemokratyczna (Alþýðuflokkurinn)                                                       | 23 265        | 15,2 | +3,5  | 10              | +4  |
| Związek Ludowy (Alþýðubandalagið)                                                                   | 20 387        | 13,3 | -4,0  | 8               | -2  |
| Partia Obywateli (Borgaraflokkurinn)                                                                | 16 588        | 10,9 |       | 7               | +7  |
| Lista Kobiet (Samtök um kvennalista)                                                                | 15 470        | 10,1 | +4,6  | 6               | +3  |
| Stowarzyszenie na rzecz Równości i Sprawiedliwości Społecznej (Samtök um jafnrétti og félagshyggju) | 1 893         | 1,2  |       | 1               | +1  |
| Związek Socjaldemokratyczny                                                                         | 246           | 0,2  |       | 0               |     |
| inne                                                                                                | 4 481         | 2.9  |       | -               |     |
| Razem (frekwencja - 90,1%)                                                                          | 154 438       | 100  |       | 63              |     |
| źródło:                                                                                             |               |      |       |                 |     |